# Synclerostola tromensis
Synclerostola tromensis är en fjärilsart som beskrevs av Köhler 1973. Synclerostola tromensis ingår i släktet Synclerostola och familjen nattflyn. Inga underarter finns listade i Catalogue of Life.